# Afropsyche nigripennis
Afropsyche nigripennis is een vlinder uit de familie zakjesdragers (Psychidae). De wetenschappelijke naam van deze soort is voor het eerst geldig gepubliceerd in 1972 door Dierl.